# Beira Interna Nord
La Beira Interna Nord è una subregione statistica del Portogallo, parte della regione Centro, che del distretto di Guarda. Confina a nord col Douro, ad est con la Spagna, a sud con la Beira Interna Sud e la Cova da Beira e ad ovest con la Serra da Estrela ed il Dão-Lafões.

## Suddivisioni
Comprende 9 comuni:
- Almeida
- Celorico da Beira
- Figueira de Castelo Rodrigo
- Guarda (Città principale, capoluogo di Beira Interior Norte, comunità urbana di Beiras, distretto di Guarda e diocesi)
- Manteigas
- Meda (Città)
- Pinhel (Città)
- Sabugal (Città)
- Trancoso (Città)